# Monsters (Probably) Stole My Princess
Monsters (Probably) Stole My Princess (с англ. — «Монстры (вероятно) украли мою принцессу») — компьютерная игра в жанре платформера, разработанная компанией Mediatonic и вышедшая на платформах PlayStation 3 и PlayStation Portable через сервис PlayStation Network и на Xbox360 через Xbox Live. Игра была выпущена 22 апреля 2010 года на PSN и впоследствии портирована на Xbox Live, где она вышла 24 августа этого же года.
События игры разворачиваются на вымышленной планете. Демон Герцог пытается спасти свою принцессу, которую, как он думает, украли монстры. По мере прохождения игры выясняется, что ранее все жители планеты улетели на Землю, чтобы избавиться от Герцога. Он, в свою очередь, украл с Земли девушку и прилетел с ней обратно на свою планету. Девушка, которую Герцог называет принцессой, пытается покинуть планету на роботоподобном шаттле, но Герцог одерживает над ним победу и забирает принцессу к себе в замок.
Игра получила хорошие оценки от игровых критиков. Больше всего им понравился юмор игры и её хорошая графика. Многие рецензенты называли игру одной из лучших PSP Mini игр. Среди отмеченных критиками недостатков чаще всего упоминалась короткая кампания. В 2010 году Monsters (Probably) Stole My Princess стала лучшей компьютерной игрой для сервиса PlayStation Network по версии ресурса VGChartz. IGN присудило ей звание самой смешной игры для платформы PlayStation Portable за 2010 год.

## Игровой процесс
Monsters (Probably) Stole My Princess является 2D-платформером. В игре шесть основных уровней, каждый из которых проходит в определённом месте и имеет своего собственного монстра-босса. Игрок может управлять только одним персонажем — демоном Герцогом, который по сюжету должен победить всех монстров. На каждом уровне монстр летит или ползёт вверх, пытаясь уйти от Герцога. Игрок должен передвигаться по горизонтальным платформам, перепрыгивая с одной на другую и цепляясь за левую и правую стороны экрана, тем самым собирая комбо. Комбо будет накапливаться до тех пор, пока Герцог не приземлится на одну и ту же платформу дважды. Хождение по платформе на комбо не влияет. Чем больше комбо, тем больше очков получает игрок. Очки влияют на получение медали после прохождения уровня — от обычной чёрной до золотой. Для того, чтобы победить монстра, игрок должен три раза прыгнуть на него Герцогом, совершая двойной прыжок. После этого Герцог исполнит один из трёх ударов (в зависимости от количества комбо-очков) и полетит вместе с монстром вниз на начало уровня.
Помимо основной кампании, в игре есть режим Score Attack, где игрок может пройти все уровни в трёх вариациях, отличием которых является разное расположение платформ, по которым может передвигаться Герцог. Таким образом всего в игре 24 уровня.

### Система достижений
В Monsters (Probably) Stole My Princess присутствует 12 достижений или, как они называются в самой игре, наград (англ. Awards), для получения которых нужно выполнить определённые требования. В большинстве случаев для них требуется набрать определённое количество комбо-очков или получить золотые медали за прохождение уровней. Для каждого достижения не указан точный способ его получения, только определённые подсказки.

### Scrapbook
Помимо достижений, в игре также присутствует скрапбук, сделанный Герцогом. Его части становятся доступны по мере прохождения игры, а именно при получении золотых медалей за основные уровни кампании. В скрапбуке присутствуют фотографии, рисунки и описания монстров, с которыми сражался Герцог, а также вырезки из газет с информацией о сюжете.

## Сюжет
По мере прохождения игры открываются новые детали сюжета, которые были в прошлом. Для удобства восприятия далее сюжет игры представлен в хронологическом порядке.
Действие игры происходит на вымышленной Сиреневой планете (англ. The Purple Planet). Поведение главного героя игры демона Герцога (англ. The Duke), похожего внешним видом на графа Дракулу, стало причиной того, что многие жители планеты решили улететь с неё. Для этого они использовали специальные роботоподобные шаттлы Rock-It-Lords, созданные из полуживых каменных и кристаллических образований, найденных в глубоких пещерах планеты. Когда населением планеты была обнаружена Земля, идеально подходившая по всем условиям для их проживания, жители Сиреневой планеты запрограммировали Rock-It-Lords, чтобы те перенесли все недемонические формы жизни с Сиреневой планеты на Землю, тем самым оставляя Герцога одного. После массового ухода жителей с планеты Rock-It-Lords впали в «спячку» до тех пор, пока на планете не появился бы житель Земли, которого бы они отправили обратно.
В какой-то момент Герцог прилетает на Землю, где крадёт молодую официантку из ресторана быстрого питания «Princess Burger» (с англ. — «Принцесса Бургер»), называя её своей принцессой, и возвращается на Сиреневую планету.
Герцог спит в своём замке и видит сон, в котором его принцессу похищает огромная антропоморфная горилла с причёской Элвиса и джетпаком. Горилла называет себя Kong in a Thong (рус. Конг в стрингах), забирает принцессу и летит на верх Vampire State Building. Герцогу удаётся одолеть гориллу и спасти принцессу. После этого он просыпается от какого-то звука и понимает, что его принцесса пропала на самом деле. Герцог решает, что его принцессу украл монстр и отправляется на её поиски.
Первого монстра Squishface Octo-Thing он находит в своём собственном замке, побеждает его и, не найдя у него принцессу, продолжает поиски. В пещерах он побеждает Evil King Skull-for-a-Butt, рядом с водопадом борется с It Came from the Bog!, а после одерживает победу над монстром Ghost, пытающимся подняться на верхушку огромного дерева. Ни у одного из монстров Герцог не находит принцессу и отправляется в большую по размеру гробницу, находящуюся в горах. Там он побеждает Rock-It-Lord, пытающегося доставить принцессу на Землю. Принцесса проклинает Герцога, а тот забирает её обратно в замок, где исполняет для неё песню собственного сочинения.

## Саундтрек
Саундтрек к Monsters (Probably) Stole My Princess был официально выпущен 10 июня 2010 года с возможностью бесплатного скачивания на сайте blog.eu.playstation.com Архивная копия от 20 октября 2011 на Wayback Machine. Он включает в себя 7 музыкальных треков, каждый из которых представляет собой ремикс на какое-нибудь классическое произведение с использованием органной музыки. Первые пять треков были написаны Эндрю Бертони, а оставшиеся два — Дином Клейдоном.
Первый трек играет в первом уровне, второй — во втором и так далее. «Organ Concerto in A Major (Thong)» играет в шестом уровне, являющемся приквелом игры, который открывается после прохождения всех уровней основной кампании на золотую медаль. «I AM THE DUKE!» играет сам Герцог в конце игры для своей принцессы.
В скобках указаны английские названия оригинальных произведений и их авторы. Названия самих треков являются пародиями на оригинальные.
| №                   | Название                                                                        | Длительность |
| ------------------- | ------------------------------------------------------------------------------- | ------------ |
| 1.                  | «Toccata and Fugue in Demonic» (Toccata and Fugue in D minor, Бах)              | 2:44         |
| 2.                  | «In the Hall of the Laughing Duke» (In the Hall of the Mountain King, Григ)     | 4:01         |
| 3.                  | «Doomlight Sonata» (Moonlight Sonata, Бетховен)                                 | 2:01         |
| 4.                  | «Symphony No. 666» (Symphony No.5 in C minor, Бетховен)                         | 1:52         |
| 5.                  | «Fight on Rock Man-Thing» (Night on Bald Mountain, Мусоргский)                  | 1:29         |
| 6.                  | «Organ Concerto in A Major (Thong)» (Piano Concerto in B FlatMinor, Чайковский) | 0:49         |
| 7.                  | «I AM THE DUKE!» (Il Trovatore, «Anvil Chorus», Верди)                          | 0:35         |
| Общая длительность: | Общая длительность:                                                             | 13:31        |

## Разработка и выход игры
Monsters (Probably) Stole My Princess стала первой игрой для консолей, разработанной компанией Mediatonic, которая до неё занималась созданием Flash-игр. По оригинальной задумке, игра должна была быть «лёгкой для обучения, но сложной для освоения». В начале разработки игра полностью отличалась от готового продукта. Главным игровым персонажем была обезьяна с колоколом, которая должна была забираться на верхушки водопадов и звенеть в колокол, чтобы остановить моющихся богов, загрязняющих водопады. Названием игры должно было стать The Waterfall of the Dirty Gods (рус. Водопад грязных богов), однако разработчики решили, что они выбрали неподходящую тему для игры.
Вскоре был придуман сюжет, по которому «парень гонится за монстрами, которые, как он думает, украли его принцессу». После разработчики создали игрового персонажа — демона Герцога (рус. The Duke), который стал точкой опоры для всей последующей разработки игры.
Прототип игры был разработан на флеше, с которым компания уже работала раньше. Игра тестировалась разработчиками на своих компьютерах, а после того, как была изобретена система комбо, игру начали переделывать под PlayStation Portable.
Ближе к концу разработки игра часто тестировалась друзьями и родственниками разработчиков, которые фиксировали время прохождения того или иного уровня, количество попыток и другие данные, чтобы убедиться, что баланс игры не был нарушен. Также с помощью этих тестов разработчики устанавливали отметки для получения различных медалей за прохождение уровней.
Monsters (Probably) Stole My Princess была официально анонсирована 11 января 2010 года. В официальном пресс-релизе была объявлено, что она выйдет в феврале 2010 года эксклюзивно для платформ PlayStation 3 и PlayStation Portable. Были раскрыты некоторые сюжетные детали игры, а также подробно был описан геймплей. Mediatonic также упомянула то, что размер игры превысит 95 мегабайт, что сделает её одной из самых «тяжёлых» игр на PSN Store, относящихся к линейке Minis-игр (маленькие по размеру скачиваемые игры). В пресс-релизе также прилагалось 7 предварительных скриншотов.
6 апреля 2010 года было объявлено, что игра выйдет 22 апреля, займёт ровно 100 мегабайт и будет стоить £3.49. Также был выпущен трейлер игры, в котором были продемонстрированы отрывки игрового видео и геймплея.
22 апреля 2010 года игра стала доступна на PSN Store по цене $4,99 / £3,49 / €3,99. В этот же день был открыт официальный сайт игры, содержащий информацию по игре — видео, профайлы монстров, обои для рабочего стола и выдержки из различных рецензий.
3 августа 2010 года на официальном сайте игры появилась информация о том, что игра будет портирована на Xbox Live Indie Games.
24 августа 2010 года игра стала доступна на Xbox Live Indie Games по цене в 240 Microsoft Points ($2.49). Также была выпущена бесплатная триал-версия игры.
17 марта 2011 года разработчики игры опубликовали на сайте Gamasutra большое четырёхстраничное «послесловие» об игре, в котором подробно рассказали о её производстве, первоначальной задумке, персонажах и другом. В частности, в разделе под названием «Что пошло не так» (англ. What Went Wrong) они назвали 5 пунктов, в которых написали о том, что надо было сделать по-другому. Например, упоминалось то, что не все игроки поняли, что существует шестой бонус-уровень, а также то, что игровые ресурсы были распределены неэффективно, что привело к её маленькой продолжительности.
В планах разработчиков находится перенос игры на другие платформы, а именно Windows и iOS.

## Отзывы и награды

### Рецензии игры
| Сводный рейтинг       | Сводный рейтинг            |
| Агрегатор             | Оценка                     |
| --------------------- | -------------------------- |
| GameRankings          | PSP: 71,86 % X360: 76,67 % |
| Metacritic            | PSP: 72 % (18 обзоров)     |
| Иноязычные издания    |                            |
| Издание               | Оценка                     |
| Eurogamer             | 8/10                       |
| IGN                   | 8,8/10                     |
| PC Gamer (UK)         | 54/100                     |
| TheSixthAxis          | 9/10                       |
| Destructoid           | 9/10                       |
| Gameplanet            | 8/10                       |
| VGChartz              | 7,6/10                     |
| PocketGamer           | 6/10                       |
| D+PAD Magazine        | 6/10                       |
| PlaystationLifestyle  | 4/10                       |
| Русскоязычные издания |                            |
| Издание               | Оценка                     |
| PspFaqs               | 5/5                        |

Сайт TheSixthAxis, специализирующийся на консольных играх, поставил игре одну из самых высоких оценок — 9 из 10. Игра была названа «очень необычной» и «одной из лучших игр среди Minis». Единственное, что не понравилось обозревателю, — довольно короткая кампания.
Игровой сайт Destructoid поставил игре оценку в 9 баллов из 10. Игра была названа «затягивающей, иногда раздражающей, но постоянно забавной».
Крупнейший ресурс, посвящённый индустрии развлечений, IGN, поставил игре 8,8 баллов из 10. Обозреватель назвал игру «забавной, красивой и вызывающей привыкание, если вы любите платформеры».
Европейский игровой сайт Eurogamer поставил игре 8 баллов из 10. Рецензент назвал игру «лёгкой, но очаровательной», а также «(вероятно) лучшей PSP Mini игрой на сегодняшний день».
Игровой сайт Gameplanet поставил игре 8 баллов из 10. В плюсы были записаны «лёгкое управление и мультяшная графика, отлично сочетающаяся с причудливым юмором». В минусы — «монстры часто закрывают собой платформы, что очень сильно раздражает, особенно ближе к концу уровня».
Сайт gamrReview, принадлежащий VGChartz, оценил игру в 7,6 баллов из 10. Рецензент, как и многие другие, назвал игру «одной из лучших среди Minis, которая «определённо достойна вашего внимания».
Английский сайт PocketGamer, специализирующийся на играх для портативных консолей, присвоил игре оценку в 6 баллов из 10. Рецензент сравнил игровую механику с Doodle Jump, назвал игру «очаровательной, но также и раздражающей».
Ресурс Playstationlifestyle, посвящённый играм на консолях PlayStation, поставил игре низкую оценку в 4 балла из 10. Обозревателю понравился юмор игры, а главным минусом он назвал то, что «кампания может быть завершена за 10 минут, а дальше в других режимах происходит то же самое».
На русском сайте PspFaqs, специализирующемся на консоли PlayStation Portable, рейтинг игры, определяющийся посредством голосов участников, равен 5 баллам из 5. Рецензенту понравился юмор игры, а также «плавная анимация, хорошая управляемость и задорное звуковое оформление». Геймплей игры был назван «своеобразным и нудноватым».

### Награды игры
IGN наградил Monsters (Probably) Stole My Princess званием самой смешной игры для платформы PSP за 2010 год. Другими номинантами были Age of Zombies, разработанная компанией Halfbrick, и Who's That Flying, ещё одна игра компании Mediatonic. Также IGN присудил игре звание «Выбор редакции» и назвал её лучшей игрой для PSP за апрель 2010 года. VGChartz вручили игре награду «лучшая PSN игра» за 2010 год.